# أمينوغلوتيثيميد
أمينوغلوتيثيميد (بالإنجليزية: Aminoglutethimide) هو دواء يُستعمل في علاج:
- سرطان البروستاتا[8]
- سرطان الثدي[8]
- متلازمة كوشينغ[8]